# ナンシー事件

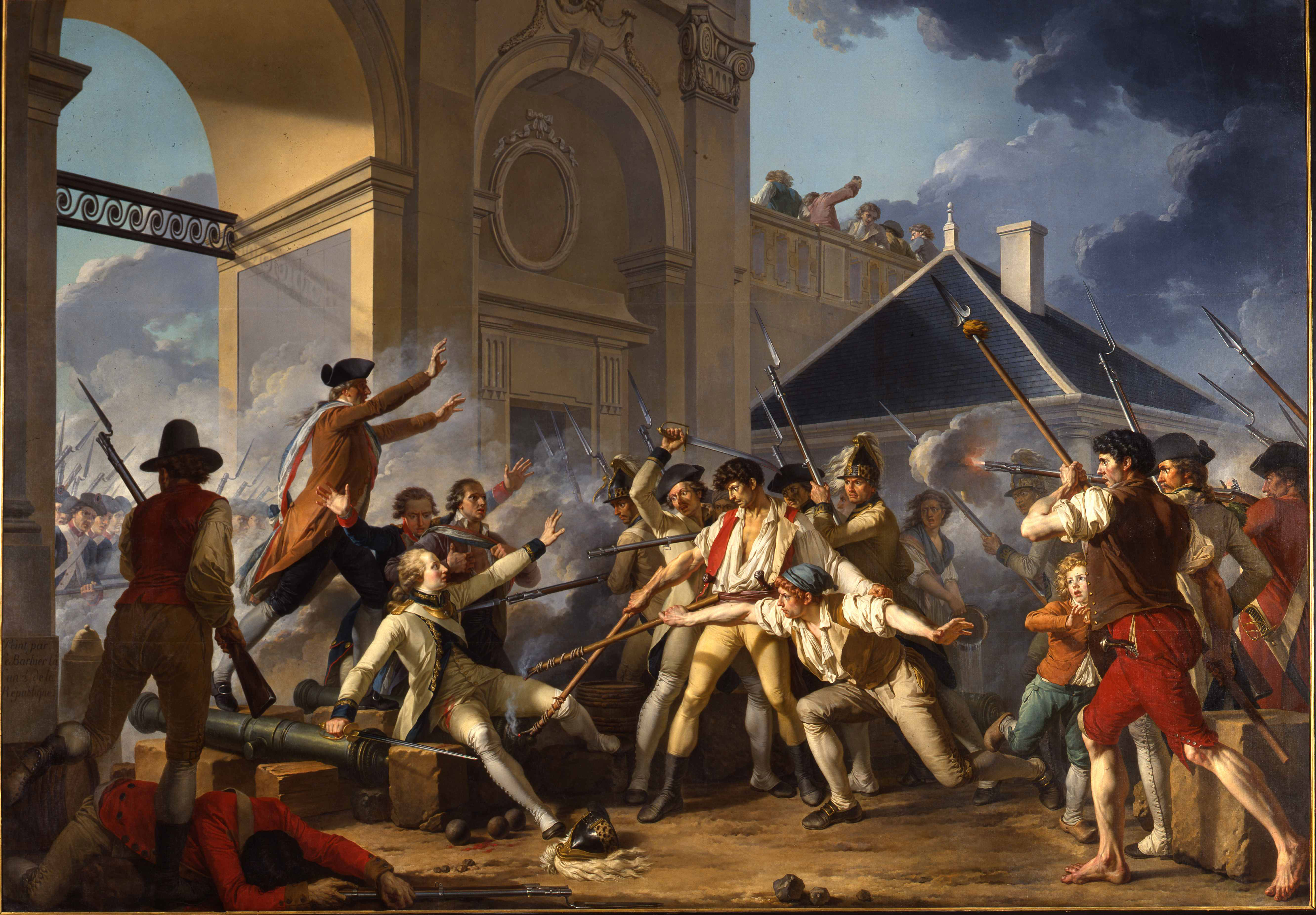
Le Courage héroïque du jeune Désilles, le 31 août 1790, à l'affaire de Nancy（1790年8月31日ナンシー事件での将校デジーユの英雄的行動）, Jean-Jacques Le Barbier画, 1794 (Musée de la Révolution française de Vizille).

ナンシー事件（フランス語：Affaire de Nancy）は、フランス革命最中の1790年8月31日、ナンシーの駐屯軍によって起こされた反乱である。

## 背景
ラファイエット、そしてアントワーヌ・バルナーヴ、アレクサンドル・ド・ラメット、アドリアン・デュポールの3人（「三頭派」）らを中心とする愛国派（のちにフイヤン派）が主導するなか、憲法制定国民議会は新制度の建設に従事した。能動的市民と受動的市民とを分けて制限選挙を採用する1791年憲法をはじめ、新しい地方行政制度、アッシニアの発行、教会を国家に従属させる、1790年7月制定の聖職者民事基本法、その他、行政や財産に関する法がひとつひとつ審議され、次々と決定された。これを、1791年憲法体制というが、宮廷側はこれに協力的ではなく、とくに、1789年10月の、いわゆる「ヴェルサイユ行進」（十月事件）以降、国王ルイ16世はオーストリアやスペイン・ブルボン朝の宮廷に行動費の援助と列強による支援を要請する一方、聖職者民事基本法をめぐる宗教界の紛糾を利用してフランス国内を分裂に導こうとした。とくに1790年夏にはフランス南東のジャレスに2万5,000名におよぶ反革命の農民ゲリラが組織され、国王がリヨンに脱出するのをまって内戦にもちこむ計画が立てられた（「リヨンの陰謀」）。一方、国民議会は制限選挙に反対する民主派からも攻撃を受け、「受動市民」の多くが含まれるサン・キュロットはコルドリエ・クラブをはじめとする各種の人民クラブを組織した。農村でも、領主制廃止が有償方式を採用しているため農民解放は遅々として進まず、聖職者の土地財産の払下げも一般以下の農民にとっては不利な競売方式だったため、1790年から農民一揆が再び各地で頻発した。アッシニア債券は、1790年春から紙幣として流通し、乱発されてインフレーションとなり、物価高騰を引き起こして民衆生活は困窮の度を深めた。

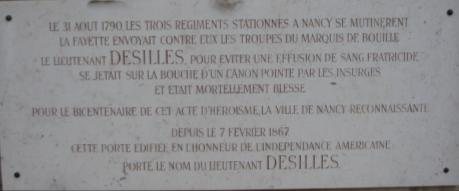
銘板（デジーユの銘板）

こうしたなか、1790年8月31日、ナンシー連隊の兵士反乱が起こったのである。なお、将校のアントワーヌ＝ジョゼフ＝マルク・デジーユがその時に死亡し、デジーユ門は、彼の名にちなんで命名された。

## 結果
ナンシー事件において、兵士鎮圧の措置を支持したラファイエットの人気がなくなり、かわってバルナーヴ、ラメット、デュポールら三頭派が国民議会の主導権を握った。しかし、そのかれらも1791年6月の国王逃亡事件（ヴァレンヌ事件）によって苦境においこまれ、三頭派の革命方式もまた破産が明白となった。